# Synclerostola
Synclerostola là một chi bướm đêm thuộc họ Noctuidae.